# Lamborghini Temerario
La Lamborghini Temerario (nome in codice LB634) è un'autovettura prodotta dalla casa automobilistica italiana Lamborghini dal 2024.
Erede della Huracán, ha debuttato ufficialmente il 16 agosto 2024, venendo assemblata nello stabilimento Lamborghini a Sant'Agata Bolognese a partire dal 2024.

## Tecnica
La Lamborghini Temerario sfrutta un motore V8 biturbo a V calda (con le turbine montate al centro della V) da 4,0 litri con bancate a 90° abbinato a tre motori elettrici i quali erogano rispettivamente 800 (a 9750 giri/min) e 120 CV di potenza. La coppia complessiva è di 730 N·m. Nonostante sia un motore biturbo, il propulsore della vettura può raggiungere un regime  di 10000 giri/min.

## Scheda tecnica
| Caratteristiche tecniche - Lamborghini Temerario                                                           | Caratteristiche tecniche - Lamborghini Temerario                                                                     | Caratteristiche tecniche - Lamborghini Temerario                                                                     | Caratteristiche tecniche - Lamborghini Temerario                                                                     | Caratteristiche tecniche - Lamborghini Temerario                                                                     | Caratteristiche tecniche - Lamborghini Temerario                                                                     |
| Configurazione                                                                                             | Configurazione | Configurazione | Configurazione | Configurazione | Configurazione |
| --- | --- | --- | --- | --- | --- |
| Carrozzeria: Coupé                                                                                         | Carrozzeria: Coupé                                                                                                   | Posizione motore: posteriore longitudinale                                                                           | Posizione motore: posteriore longitudinale                                                                           | Trazione: integrale                                                                                                  | Trazione: integrale                                                                                                  |
| Dimensioni e pesi                                                                                          | | | | | |
| Ingombri (lungh.×largh.×alt. in mm): 4706 × 1996 × 1201                                                    | Ingombri (lungh.×largh.×alt. in mm): 4706 × 1996 × 1201                                                              | Ingombri (lungh.×largh.×alt. in mm): 4706 × 1996 × 1201                                                              | Ingombri (lungh.×largh.×alt. in mm): 4706 × 1996 × 1201                                                              | Diametro minimo sterzata:                                                                                            | Diametro minimo sterzata:                                                                                            |
| Posti totali: 2                                                                                            | Posti totali: 2 | Bagagliaio: | Bagagliaio: | Serbatoio: | Serbatoio: |
| Masse | a vuoto: 1690 kg | a vuoto: 1690 kg | a vuoto: 1690 kg | a vuoto: 1690 kg | a vuoto: 1690 kg |
| Meccanica                                                                                                  | | | | | |
| Tipo motore: motore V8 90° MPI                                                                             | Tipo motore: motore V8 90° MPI                                                                                       | Tipo motore: motore V8 90° MPI                                                                                       | Cilindrata: 3995 cm³                                                                                                 | Cilindrata: 3995 cm³                                                                                                 | Cilindrata: 3995 cm³                                                                                                 |
| Distribuzione: bialbero a 32 valvole                                                                       | Distribuzione: bialbero a 32 valvole                                                                                 | Distribuzione: bialbero a 32 valvole                                                                                 | Alimentazione: Ciclo Otto                                                                                            | Alimentazione: Ciclo Otto                                                                                            | Alimentazione: Ciclo Otto                                                                                            |
| Prestazioni motore                                                                                         | Potenza: 920 CV (800 CV dal motore termico) / Coppia: 730 Nm                                                         | Potenza: 920 CV (800 CV dal motore termico) / Coppia: 730 Nm                                                         | Potenza: 920 CV (800 CV dal motore termico) / Coppia: 730 Nm                                                         | Potenza: 920 CV (800 CV dal motore termico) / Coppia: 730 Nm                                                         | Potenza: 920 CV (800 CV dal motore termico) / Coppia: 730 Nm                                                         |
| Frizione: doppia frizione comando elettroidraulico                                                         | Frizione: doppia frizione comando elettroidraulico                                                                   | Frizione: doppia frizione comando elettroidraulico                                                                   | Cambio: automatico sequenziale a 8 rapporti                                                                          | Cambio: automatico sequenziale a 8 rapporti                                                                          | Cambio: automatico sequenziale a 8 rapporti                                                                          |
| Telaio | | | | | |
| Corpo vettura                                                                                              | monoscocca in alluminio                                                                                              | monoscocca in alluminio                                                                                              | monoscocca in alluminio                                                                                              | monoscocca in alluminio                                                                                              | monoscocca in alluminio                                                                                              |
| Sterzo | Servotronic | Servotronic | Servotronic | Servotronic | Servotronic |
| Sospensioni                                                                                                | anteriori: Ammortizzatori push-rod orizzontali, Monotube / posteriori: Ammortizzatori push-rod orizzontali, Monotube | anteriori: Ammortizzatori push-rod orizzontali, Monotube / posteriori: Ammortizzatori push-rod orizzontali, Monotube | anteriori: Ammortizzatori push-rod orizzontali, Monotube / posteriori: Ammortizzatori push-rod orizzontali, Monotube | anteriori: Ammortizzatori push-rod orizzontali, Monotube / posteriori: Ammortizzatori push-rod orizzontali, Monotube | anteriori: Ammortizzatori push-rod orizzontali, Monotube / posteriori: Ammortizzatori push-rod orizzontali, Monotube |
| Freni | anteriori: in carboceramica / posteriori: in carboceramica                                                           | anteriori: in carboceramica / posteriori: in carboceramica                                                           | anteriori: in carboceramica / posteriori: in carboceramica                                                           | anteriori: in carboceramica / posteriori: in carboceramica                                                           | anteriori: in carboceramica / posteriori: in carboceramica                                                           |
| Prestazioni dichiarate                                                                                     | | | | | |
| Velocità: 343 km/h                                                                                         | Velocità: 343 km/h                                                                                                   | Velocità: 343 km/h                                                                                                   | Accelerazione: 0-100 km/h in 2,7 secondi                                                                             | Accelerazione: 0-100 km/h in 2,7 secondi                                                                             | Accelerazione: 0-100 km/h in 2,7 secondi                                                                             |
| Omologazione: Euro 6d                                                                                      | Omologazione: Euro 6d                                                                                                | Omologazione: Euro 6d                                                                                                | Emissioni CO2: | Emissioni CO2: | Emissioni CO2: |
| Fonte dei dati: Svelata la nuova super Lamborghini: si chiama Temerario e ha 920 cavalli., su corriere.it. | | | | | |